# Euphonia chlorotica
Euphonia chlorotica là một loài chim trong họ Fringillidae.

## Hình ảnh

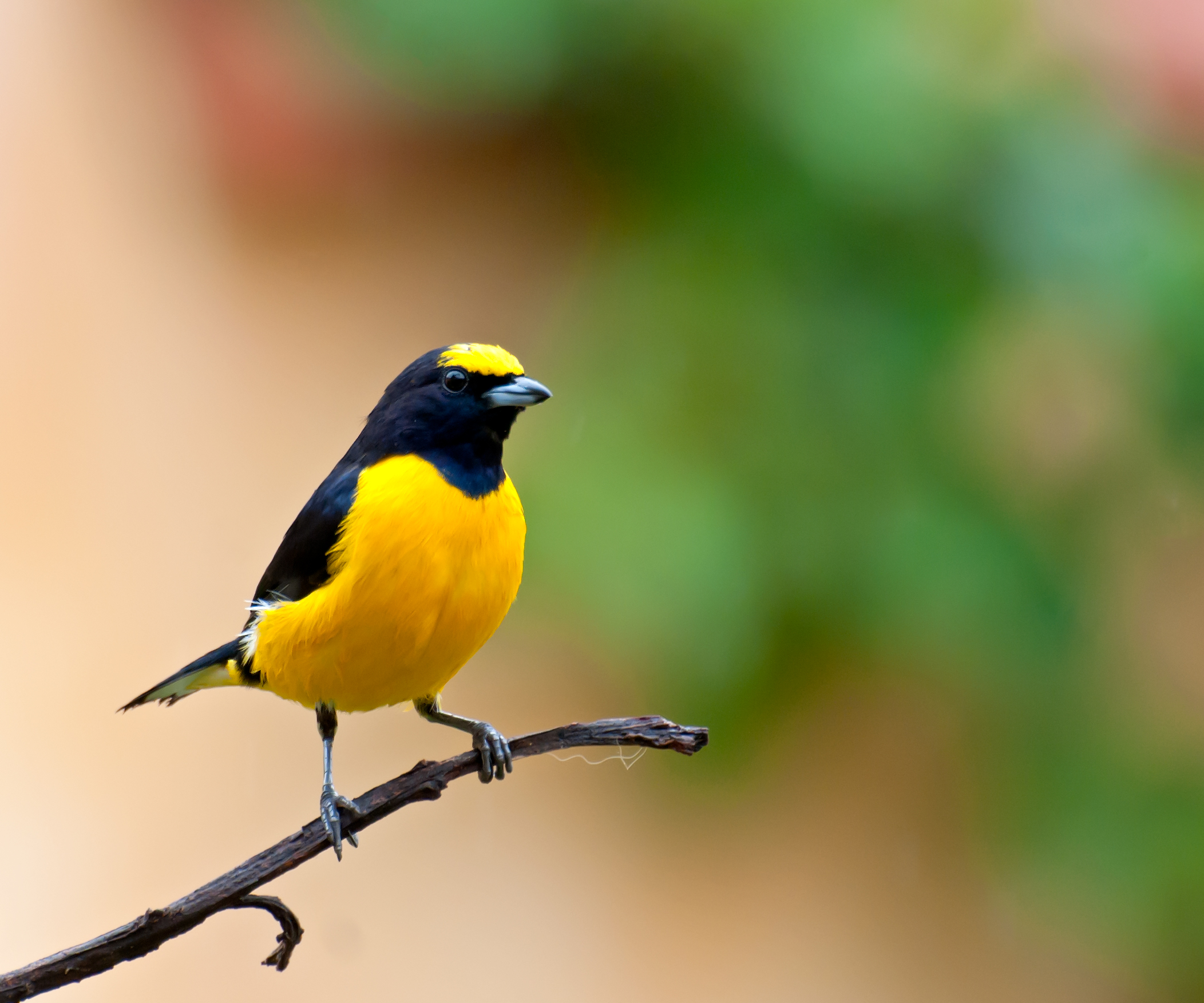
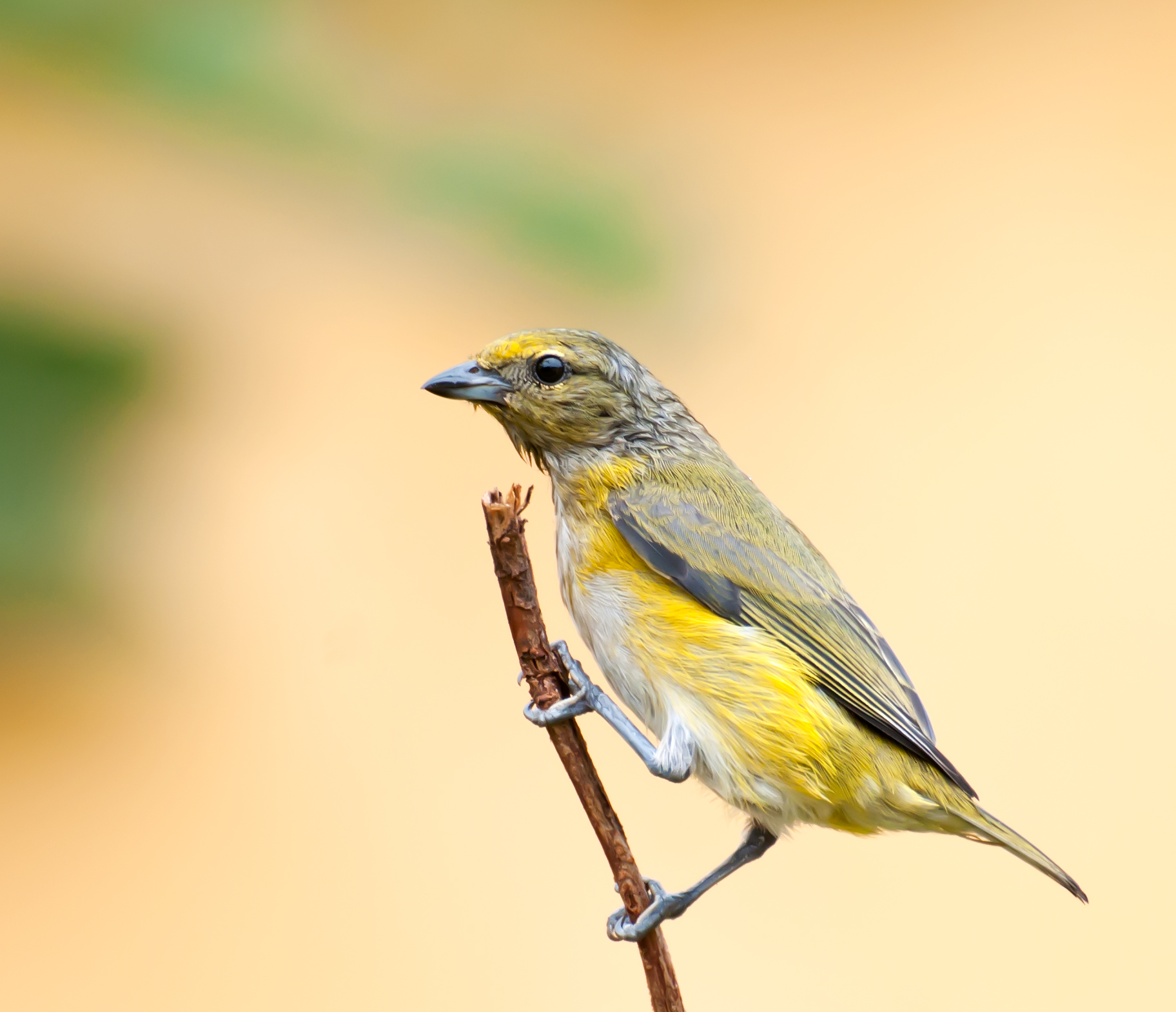
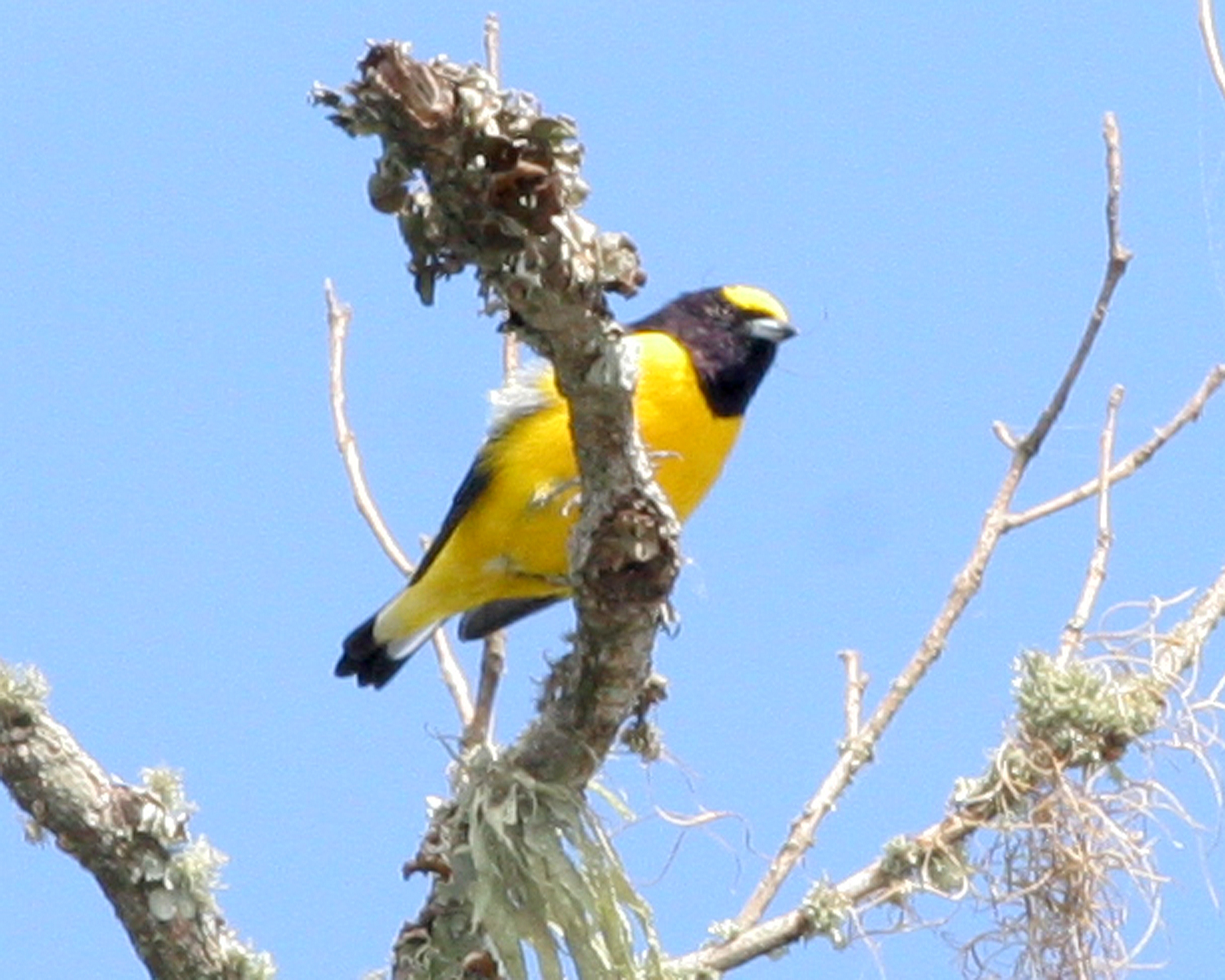